# Nāḩiyat Akhtarīn
Nāḩiyat Akhtarīn (arabiska: ناحية اخترين) är ett subdistrikt i Syrien.   Det ligger i provinsen Aleppo, i den norra delen av landet, 300 km norr om huvudstaden Damaskus.
Trakten runt Nāḩiyat Akhtarīn består till största delen av jordbruksmark. Runt Nāḩiyat Akhtarīn är det ganska tätbefolkat, med 86 invånare per kvadratkilometer.